# Helicopsis striata
Helicopsis striata е вид коремоного от семейство Hygromiidae.

## Разпространение
Видът е разпространен в Чехия, Словакия, Австрия и Украйна.